# Arne Ulbricht

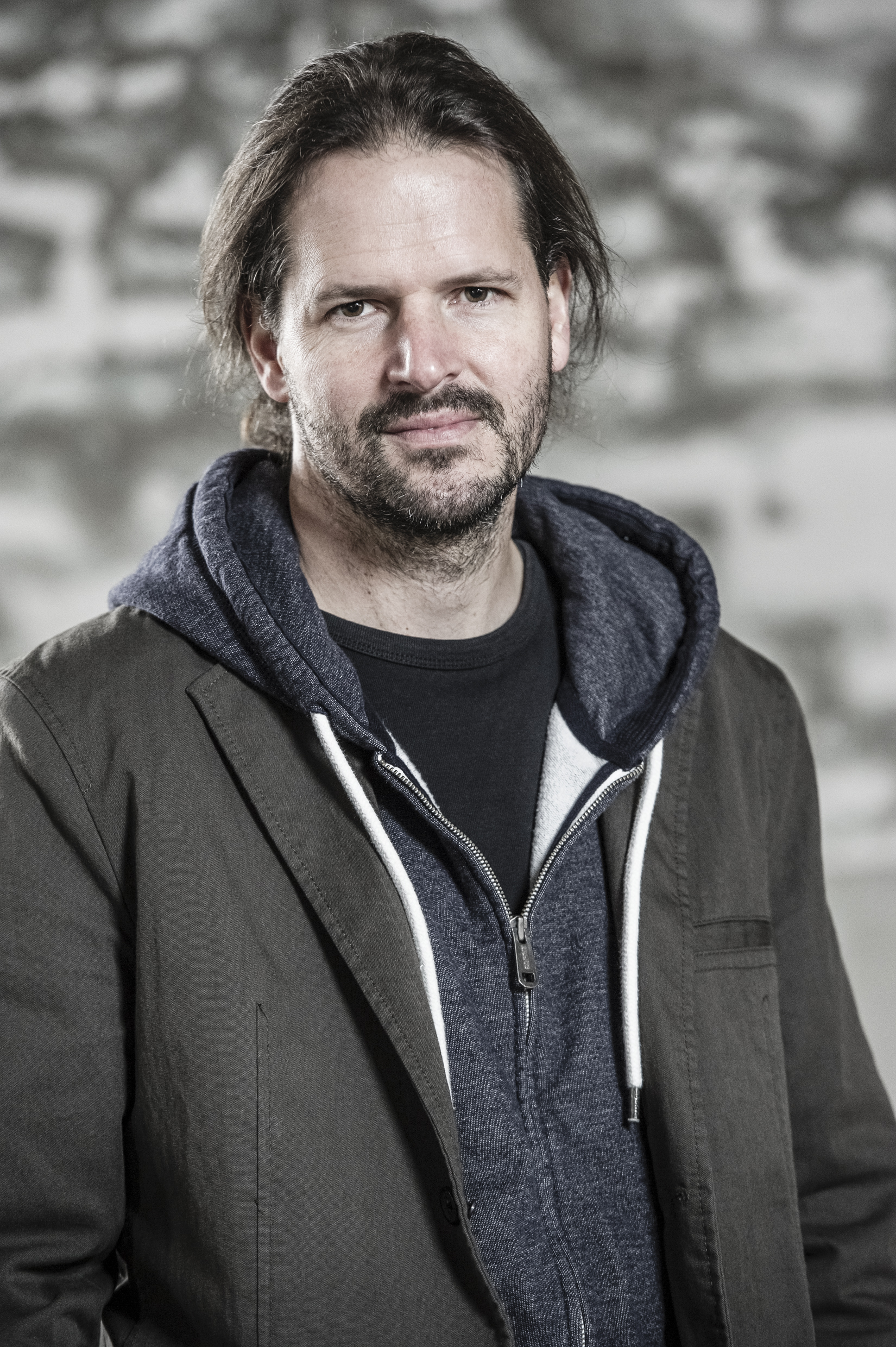
Arne Ulbricht (2013)

Arne Ulbricht (* 5. Mai 1972 in Kiel als Arne Saß) ist ein deutscher Lehrer und Schriftsteller.

## Leben

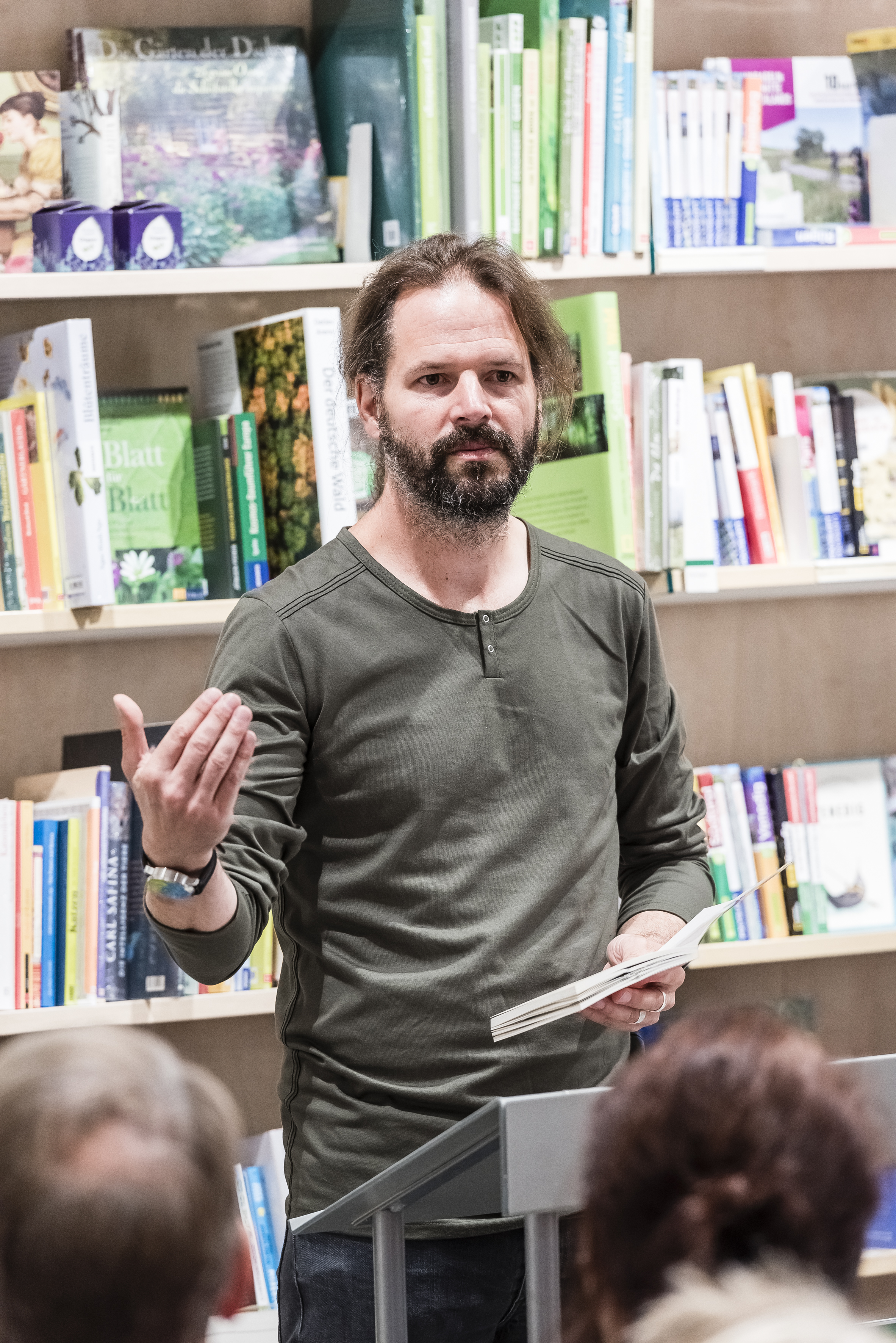
Arne Ulbricht bei einer Lesung (2017)

Arne Ulbricht wuchs in Kiel auf. Dem Abitur, das er 1992 an der Hebbelschule ablegte, folgte der Zivildienst in der Mensa II der Christian-Albrechts-Universität zu Kiel.
Dort begann er im Wintersemester 1993/94 Französisch und Geschichte auf Lehramt zu studieren. Nach einem Auslandsaufenthalt im Jahr 1996 in Nancy setzte er 1997 sein Studium an der Eberhard Karls Universität Tübingen fort. Nach einem weiteren Auslandsaufenthalt in Paris legte er 2001 sein erstes Staatsexamen an der Universität Tübingen ab. Während seiner Auslandsaufenthalte unterrichtete er Deutsch an zwei Gymnasien in Frankreich: Lycée Arthur Varoquaux in Nancy (Schuljahr 96/97) und Lycée Fustel Coulanges in Massy bei Paris (Schuljahr 1999/2000).
Für die Zeit des Referendariats zog Ulbricht wieder in den Norden. Er lebte zwischen 2001 und 2007 in Hamburg. Nach dem zweiten Staatsexamen im Jahr 2004 war er an vier verschiedenen Gymnasien in Hamburg beschäftigt.
In den Jahren 2007 bis 2009 folgte eine Zeit in Berlin. Hier nahm er ein ganzes Jahr Elternzeit. Anschließend unterrichtete er auf eigenen Wunsch in Teilzeit.
Ab 2009 lebte er mit seiner Familie in Wuppertal. Dort arbeitete er in Teilzeit als Lehrer für Französisch und Geschichte, schrieb und kümmerte sich um seine Familie mit zwei Kindern. 2013 sorgte er für Aufmerksamkeit, als er eine Verbeamtung in ein Angestelltenverhältnis umwandeln ließ. Dies hielt Ulbricht in einem Buch fest.
Seit 2013 veröffentlicht Arne Ulbricht Sachbücher und Romane. Er ist freiberuflich journalistisch tätig und schreibt für Spiegel Online und verschiedene Zeitungen.
Ende 2020 zog Ulbricht mit der Familie nach Göteborg in Schweden, wo seine Frau, eine promovierte Wissenschaftlerin, die in der pharmazeutischen Industrie arbeitet, eine neue berufliche Aufgabe übernahm.

### Ansichten
Arne Ulbricht setzt sich in vielen Artikeln kritisch mit der Digitalisierung auseinander. Er gilt als entschiedener Verfechter eines Handyverbots an Schulen und misst der Lehrkraft, die nicht durch Maschinen ersetzt werden darf, eine zentrale Bedeutung bei.
Kritik übt er an der Verbeamtung von Lehrern. Er sei nicht grundsätzlich gegen die Verbeamtung, jedoch sei das System zu steif und böte zu wenige Freiheiten für engagierte Menschen.
Arne Ulbricht hebt in vielen Artikeln die Bedeutung des Vorlesens und die besondere Bedeutung des väterlichen Vorlesens hervor. Eine Vielzahl seiner Pressetexte, in denen er diese Ansichten unterstreicht, findet sich gebündelt in den Büchern Lehrer? Ein unverschämt attraktiver Beruf und Lesen ist cool.

### Schreiben
Arne Ulbricht begann 1997 seinen ersten Roman zu schreiben. Das umfangreiche Werk mit dem Titel Vom Werden und Sterben einer Freundschaft erschien in einem so genannten Druckkostenzuschussverlag, dem nicht mehr existierenden Tebbert-Verlag.
Anschließend schrieb er jedes Jahr einen Roman, fand jedoch zunächst keinen Verleger. Über seine lange Verlagssuche schrieb er den Artikel Wie finde ich (k)einen Verlag?, den die Süddeutsche Zeitung am 5. Oktober 2010 veröffentlichte. Seit 2013 erscheinen regelmäßig Bücher von ihm, die er auf Lesungen vorstellt.

### Einladungen und Redebeiträge
- Gast auf der Didacta (2013, 2014 und 2016)
- ehemaliges Mitglied der Fachjury vom Leipziger Lesekompass
- Auftritt im ARD-Forum auf der Leipziger Buchmesse (2016)
- Redebeitrag bei der Futur III-Tagung in Offenburg (2015)[13][14]

### Kritik am Autor
Im Artikel Technikfeinde sind eine Gefahr für unsere Kinder – nicht Smartphones, erschienen im t3n Magazin, bemängelt Jochen G. Fuchs, dass Arne Ulbricht im Beitrag Ihr Smartphone-Eltern seid schuld! auf Spiegel online einseitig ein Symptom beschreibt, dem sich Eltern und Lehrkräfte gegenübersehen. Einer Generation, die nur am Smartphone „klebt“ und wichtige Fertigkeiten des Alltags scheinbar verlernt. Laut Fuchs sei das nicht ausreichend belegt und er plädiert dafür, die neuen Medien klug in den Unterricht und die Erziehung zu integrieren. Wichtig sei es, die jungen Menschen fächerübergreifend in Medienkompetenz zu bilden und Lehrern ein entsprechendes Wissen und Mittel an die Hand zu geben. Anlässlich des Handyverbots an Schulen in Frankreich erschien 2018 auf Spiegel online eine Gegenüberstellung von Simone Fleischmann und Arne Ulbricht.

## Mitgliedschaften
- Verband deutscher Schriftstellerinnen und Schriftsteller (VS) NRW[17]

## Schriften (Auswahl)
- Lehrer? Traumberuf oder Horrorjob?, Vandenhoeck und Ruprecht (2013), ISBN 978-3-525-70147-8.
- Schule ohne Lehrer?, Vandenhoeck und Ruprecht (2015), ISBN 978-3-525-70174-4.
- Lehrer? Ein unverschämt attraktiver Beruf, Schwarzkopf und Schwarzkopf (2015), ISBN 978-3-86265-532-8.
- Lesen ist cool, Vandenhoeck und Ruprecht (2016), ISBN 978-3-525-70178-2.
- Nicht von dieser Welt, KLAK (2016), ISBN 978-3-943767-58-2.
- Mama ist auf Dienstreise, Vandenhoeck und Ruprecht (2017), ISBN 978-3-525-70199-7.
- Maupassant, KLAK (2017), ISBN 978-3-943767-79-7.
- Vatertag!, KLAK (2018), ISBN 978-3-943767-99-5.
- Luna – ein Fliegenpilz im Erdbeerkleid!, Urachhaus (21. August 2019), ISBN 978-3-8251-5183-6
- Cette petite crapule de Maupassant, Sonneur (24. Oktober 2019), ISBN 978-2-37385-190-8
- Schilksee 1990, Edition Outbird (2020), ISBN 978-3-948887-03-2
- Aulaskimo. Edition Outbird (2022), ISBN 978-3-948887-21-6